# Rat Rock
Rat Rock (även kallad Umpire Rock) är en stor glimmerskiffersten i den sydvästra delen av Central Park på Manhattan i New York (nära hörnet av 61a gatan och 6e avenyn) som har fått sitt namn från de råttor som brukade samlas där nattetid. Den är en mycket populär plats för så kallad bouldering vilket är en typ av klättring där man enbart har en matta under sig som säkerhet. Stenens sidor erbjuder klättringsväggar av olika svårighet och den är ca 17 meter lång och 4,5 meter hög. Klättrare kommer dit från hela världen kommer för att testa stenens olika utmaningar. Vissa är regelbundna besökare medan andra testar på när de passerar förbi. 
Rat Rock har fått en del kritik av erfarna bouldrare eftersom dess kvalitet är relativt dålig och det finns inte så många klättringsvägar. Den har till och med kallats för "amerikas mest patetiska boulder".[källa behövs]